# 東武 (元号)
東武（とうぶ）は中国、南明の淮王朱常清（洪熙帝の七男の淮王朱瞻墺の子孫）が用いた紀年法。1648年。

## 西暦・干支・他元号との対照表
| 東武 | 元年    |
| 西暦 | 1648年  |
| 干支 | 戊子    |
| 南明 | 永暦2年 |
| 清   | 順治5年 |